# Tankötelezettség Magyarországon
Legutóbbi frissítés 2024. december 12.
A tankötelezettség Magyarországon a közoktatásról szóló 2011. évi CXC. törvényben foglalt kötelezettség a gyermek oktatásban való részvételére bizonyos életkorig.

## Története
Magyarországon legkorábban az Eötvös József-féle 1868. évi XXXVIII. törvénycikk (a népiskolai közoktatás tárgyában) vezette be az általános tankötelezettséget, bár kötelezettséget a Mária Terézia-féle Ratio Educationis (1777) is kívánatosnak tart, azonban a szülőkre bízza, ha a gyermekeket inkább mezőgazdasági vagy házimunkára fogják az iskola helyett, főleg nyáron.

## A rendszerváltás után
A tankötelezettség szabályait a közoktatásról szóló – többször módosított – 1993. évi LXXIX. törvény állapította meg. Az eredeti szöveg szerint „A Magyar Köztársaságban – az e törvényben meghatározottak szerint – minden gyermek tanköteles.”
Az 1993-tól hatályos szabályozás szerint: "A gyermek, ha eléri az iskolába lépéshez szükséges fejlettséget, legkorábban abban a naptári évben, amelyben a hatodik, legkésőbb amelyben a nyolcadik életévét betölti, tankötelessé válik. A gyermek, ha az iskolába lépéshez szükséges fejlettséget elérte, abban a naptári évben, amelyben a hatodik életévét május 31. napjáig betölti, megkezdi a tankötelezettség teljesítését. A szülő kérelmére a gyermek megkezdheti a tankötelezettség teljesítését akkor is, ha a hatodik életévét december 31. napjáig tölti be. A tankötelezettség kezdete annál a gyermeknél eshet a nyolcadik életévre, aki augusztus 31. utáni időpontban született. A tankötelezettség teljesítése a tanév első tanítási napján kezdődik".
Jelentős változásokat hozott 2011-ben a jelenleg is hatályos Köznevelési törvény, majd 2019-ben a szakképzést átalakító Szakképzési törvény.

## A Köznevelésről szóló 2011. évi CXC. törvényben foglalt szabályozás (2024. december 12-i állapot)
Köznevelési intézmény az óvoda, az általános iskola, a gimnázium, a szakgimnázium, szakiskola és készségfejlesztő iskola.
A gyermek abban az évben, amelynek augusztus 31. napjáig a hatodik életévét betölti, tankötelessé válik. A tankötelezettség teljesítése a tanév első tanítási napján kezdődik. A szülő kérelmére a felmentést engedélyező szerv döntése alapján a gyermek további egy nevelési évig óvodai nevelésben vehet részt. A szülő kérelmét az iskolakezdés évében január 18-éig nyújthatja be a felmentést engedélyező szervhez. (Oktatási Hivatal) Ha az eljárásban szakértőt kell meghallgatni, akkor csak szakértői bizottság rendelhető ki. Ha a szakértői bizottság a szülői kérelem benyújtására nyitva álló határidő előtt a gyermek további egy nevelési évig óvodai nevelésben történő részvételét javasolja, a szülői kérelem benyújtására nincs szükség. Ha a gyermek az iskolába lépéshez szükséges fejlettséget korábban eléri, a felmentést engedélyező szerv a szülő kérelmére engedélyezheti, hogy a gyermek hatéves kora előtt megkezdje tankötelezettségének teljesítését. 
A tankötelezettség annak a tanévnek a végéig tart, amelyben a tanuló a tizenhatodik életévét betölti. A sajátos nevelési igényű tanuló tankötelezettsége meghosszabbítható annak a tanítási évnek a végéig, amelyben a huszonharmadik életévét betölti. A tankötelezettség meghosszabbításáról a szakértői bizottság szakértői véleménye alapján az iskola igazgatója dönt.
A tankötelezettség iskolába járással teljesíthető. Ha a tanuló egyéni adottsága, sajátos helyzete indokolja, és a tanuló fejlődése, tanulmányainak eredményes folytatása és befejezése szempontjából előnyös, a tankötelezettség teljesítése céljából határozott időre egyéni munkarend kérelmezhető. A szülő, nagykorú tanuló esetén a tanuló a kérelmet a tanévet megelőző június 15-éig nyújthatja be a felmentést engedélyező szervhez. Ezen időpontot követően csak abban az esetben nyújtható be kérelem, ha a tankötelezettség iskolába járással történő teljesítését megakadályozó körülmény merül fel. Jogszabályban meghatározott esetben az egyéni munkarendet biztosítani kell. 

## A  Szakképzésről szóló 2019. évi LXXX. törvény  (2024. december 12-i állapot)
Szakképző intézmény a technikum és a szakképző iskola. A szakképző intézmény köznevelési intézmény egy vagy több köznevelési alapfeladatát is elláthatja, valamint nem köznevelési feladatot ellátó intézménnyel is összevonható (többcélú szakképző intézmény).
Tanulói jogviszony tanköteles kiskorúval, továbbá a szakmai oktatásban részt vevő tanulóval hozható létre annak a tanévnek az utolsó napjáig, amelyikben a tanuló a huszonötödik életévét betölti. A szakképző intézmény tanulójának tankötelezettségére az Nkt.-t kell alkalmazni.
Az egyéni tanulmányi rend: A tanuló kérelmére – kiskorú esetében a kiskorú tanuló törvényes képviselőjének kérelmére – a Kormány rendeletében meghatározott kedvezményekben részesíthető, ha egyéni adottságai, sajátos nevelési igénye vagy egyéb helyzete ezt indokolttá teszi. 
Az egyéni tanulmányi rendet a szakképzésről szóló törvény végrehajtásáról 12/2020. (II. 7.) Korm. rendelet részletezi:
Egyéni tanulmányi rendet az igazgató engedélyezhet. Ha az Nkt. szerinti szakértői bizottság szakértői véleményében egyéni tanulmányi rendet javasol, az igazgató az egyéni tanulmányi rendet – a gyámhatóság és család- és gyermekjóléti szolgálat véleményének kikérése nélkül – köteles engedélyezni. 
Az egyéni tanulmányi rend iránti kérelemben meg kell jelölni az egyéni tanulmányi rend keretében biztosítani kért kedvezmények körét, a tanulmányi kötelezettség teljesítésének tervezett módját és időpontját, az egyéni tanulmányi rend indokoltságát. A kérelemhez csatolni kell az egyéni tanulmányi rend indokoltságát alátámasztó bizonyítékokat. 
A tanköteles tanuló esetében az engedélyhez a tanuló lakóhelye, ennek hiányában tartózkodási helye szerint illetékes gyámhatóság és család- és gyermekjóléti szolgálat véleményét ki kell kérni. A gyámhatóság és a család- és gyermekjóléti szolgálat az igazgató megkeresésétől számított tizenöt napon belül köteles megküldeni a véleményét. 
Az egyéni tanulmányi rend keretében a tanuló a következő kedvezményekben részesíthető: 
a) részleges vagy teljes felmentés a szakmai oktatásban való részvétel alól, 
b) osztályozó vizsga letételének a tanéven belül egyéni időpontban történő engedélyezése,
c) a tanulmányi követelményeknek a szakképző intézmény szakmai programjában előírtaktól eltérő idejű vagy tartalmú teljesítése.
Ha a tanuló a tanulmányi kötelezettségének egyéni tanulmányi rendben tesz eleget, egyénileg készül fel. A kiskorú tanuló egyéni tanulmányi rendben történő felkészüléséről a kiskorú tanuló törvényes képviselője gondoskodik. 
Az egyéni tanulmányi rendre adott engedély visszavonható, ha a tanulmányi kötelezettségek egyéni tanulmányi rendre vonatkozóan kiadott engedélyben meghatározottak szerinti teljesítése akadályokba ütközik. 